# ディッソイ・ロゴイ
『ディッソイ・ロゴイ』 (Dissoi Logoi、古代ギリシア語: δισσοὶ λόγοι、対照的議論) は、作者不詳の修辞学論文。古典期ギリシア（前5世紀から前4世紀）のソフィスト思潮と関わるとされる。
成立時期は定かでない。一般にはペロポネソス戦争から間もなくの時期に成立したと推測される。
主にドーリス方言で書かれているが、アッティカ方言とイオニア方言で書かれた箇所も部分的に存在する。
本作はセクストス・エンペイリコスの著作の写本に抜粋されて伝わり、1570年ステパヌスが『ディアレクセイス』（討論集）という題名で最初の刊本を出した。